# Йоганнес Самбукус
Йоганнес (Ян) Самбук(ус) — словацький / угорський гуманіст, поет, перекладач, історіограф, лікар; радник імператорів Максиміліана II та Рудольфа II.

## Життєпис
Походив з родини середнього достатку. Його батько Петро декілька разів обирався міським головою Трнави.
У 11-річному віці (1542) розпочав вивчення грецької мови у Віденському університеті. Батько допомагав Йоганнесу матеріально. Згодом він навчався в університетах Віттенберга, Інгольштадта, Страсбурга та Парижа. В Паризькому університеті здобув ступінь магістра (1552). 
У 1555 році здобув ступінь доктора медицини в Падуанському університеті. Деякий час працював в Італії.

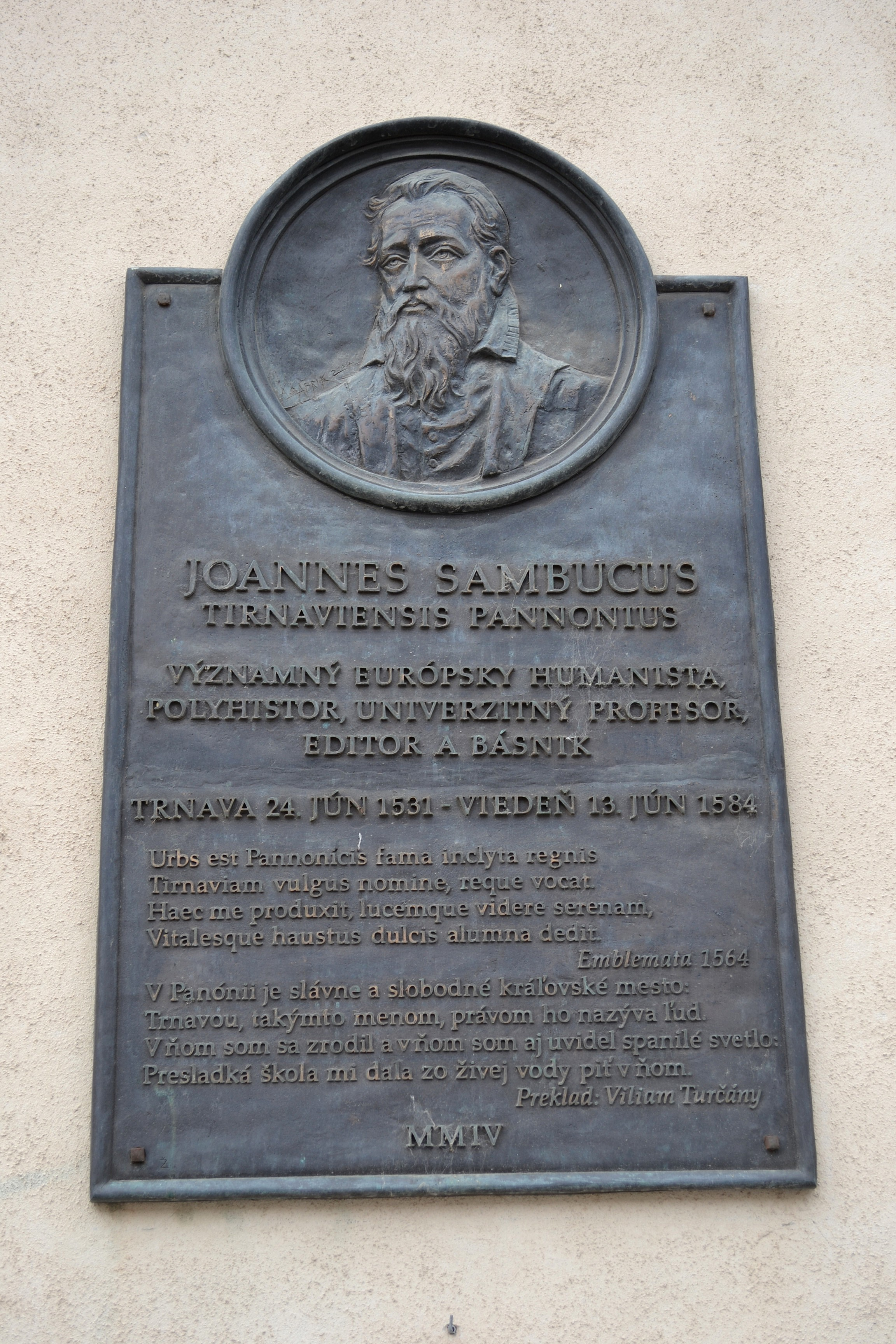
Пам'ятна дошка Йоганнесу Самбукусу на фасаді ратуші у місті Трнава

Щоб заробити на прожиття Самбук деякий час (1553 — 1556) був вихователем двох юнаків, котрі доводилися родичами архієпископа Міклоша Олаха та хотіли навчатися в італійських університетах. 1557 року він повернувся до Відня, щоб зайняти посаду хранителя імператорської придворної бібліотеки. Але місце залишалося вакантним довгі роки. Деякий час Й. Самбук виконував різні доручення архієпископа Міклоша Олаха. Згодом таки перейшов на службу до Фердинанда I, який визначив зарплату придворного в 50 золотих щорічно. Від 1564 року Самбукус служив лікарем та істориком при дворах імператорів Максиміліана II та Рудольфа II.
З 1558 року Йоганнес Самбук багато подорожував за кордон (Італія та Франція) у пошуках старих книг та рукописів для імператорської бібліотеки. Він досліджував історію Угорщини, написавши книгу «Історія Угорщини від Матьяша до Максиміліана II» та уклав «Життєписи римських імператорів». Низку видань за участю вченого, у тому числі «Вибрані портрети давніх та недавніх лікарів та філософів» (1574), надрукував в Антверпені відомий книговидавець Крістоф Плантен.
Йоганнес Самбукус помер у бідності у Відні. Більшість рукописів і книг вченого зараз зберігається в австрійській національній бібліотеці у Відні.